# Високе (Сафоновський район)
Високе (рос. Высокое) — присілок Сафоновського району Смоленської області Росії. Входить до складу Барановського сільського поселення.
Населення — 55 осіб (2007 рік).